# Павол Масарик
Павол Масарик (словац. Pavol Masaryk, 11 лютого 1980, Радімов) — словацький футболіст, нападник. Найкращий бомбардир чемпіонату Словаччини в сезоні 2008/09 (15 голів у «Словані») і 2011/12 (18 голів у «Ружомбероку»). За межами Словаччини грав на клубному рівні на Кіпрі, в Польщі та Чехії.

## Клубна кар'єра
Свою футбольну кар'єру він розпочав у клубі «Радімов», після чого на юнацькому рівні грав за команди «Голіч» та «Муява-Тура Лука».
У 2003 році Павол підписав контракт із «Спартаком» (Трнава), де провів два роки, після чого перейшов у «Словані» з Братислави, де провів більшу частину своєї кар'єри і виграв чемпіонат у сезоні 2008/09, ставши у тому ж сезоні і найкращим бомбардиром турніру з 15 голами. Наступного сезону Павол допоміг команді виграти Кубок та Суперкубок країни.
У 2010 році Масарик підписав контракт з кіпрським АЕЛом (Лімасол). До кінця сезону словак зіграв у 9 іграх чемпіонату, забивши лише один гол — 18 грудня 2010 року проти «Докси» (3:0), через що на початку 2011 року розірвав контракт з командою.
24 лютого Масарик уклав угоду до кінця сезону з польською «Краковією». Словак провів 6 матчів в Екстракласі, не забивши жодного голу, і залишив клуб після завершення контракту.
Влітку 2011 року Павол перейшов у словацький клуб «Ружомберок», де забив 18 голів у 32 матчах чемпіонату, вдруге здобувши звання найкращого бомбардира турніру, відзначившись в тому числі хет-тром у матчі проти ВіОна (3:5).
Влітку 2012 року Масарик став гравцем «Сениці». 1 вересня 2012 року забив гол у матчі проти «Тренчина» (1:1), але у тій же грі отримав серйозну травму (розрив хрестоподібних зв'язок коліна), через яку вибув до кінця сезону. Влітку 2013 року клуб вирішив не продовжувати угоду з гравцем і Павол тривалий час залишався без клубу.
Лише в січні 2015 року Масарик отримав контракт, повернувшись до «Ружомберока». Одразу в першому ж матчі, 28 лютого 2015 року, він забив два голи у матчі проти свого попереднього клубу, «Сениці», відігравши лише третину матчу. Загалом до кінця сезону він забив 9 голів у 14 матчах чемпіонату, але у наступному сезоні 2015/16 за півроку забив лише один гол чемпіонаті, хоча натомість забив 6 ігор у Кубку Словаччини.
У січні 2016 року перейшов у «Скалицю», але не врятував команду від вильоту з вищого дивізіону, після чого влітку 2016 року перейшов у чеський клуб «Годонін» з четвертого дивізіону країни. У сезоні 2016/17 він став другим найкращим бомбардиром турніру разом із Йозефом Кршенеком із клубу ЕЛКО (Голешов) та Петром Касалою і «Слована» (Бзенець) і допоміг команді посісти перше місце та вийти до третього дивізіону, після чого завершив ігрову кар'єру.

## Збірна
У жовтні 2008 року Масарик був викликаний до збірної Словаччини. Був у заявці на матчах з Польщею та Сан-Марино, але в жодному з них на поле не вийшов.

## Досягнення
- Чемпіон Словаччини: 2008/09
- Володар кубка Словаччини: 2009/10
- Володар Суперкубка Словаччини: 2009

### Індивідуальні
- Найкращий бомбардир чемпіонату Словаччини: 2008/09 (15 голів), 2011/12 (18 голів).